# پوست‌کنی

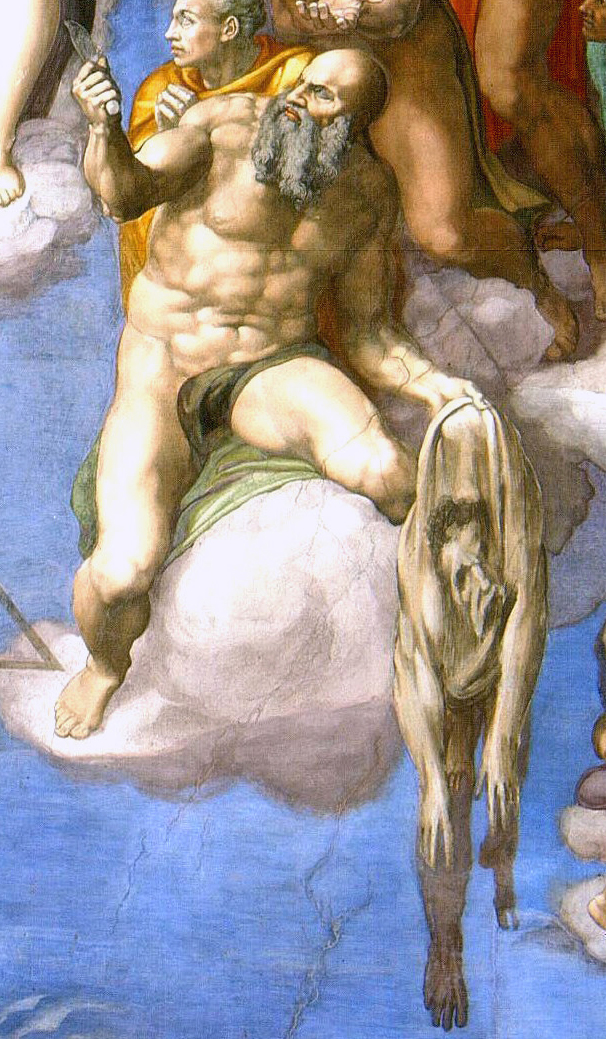

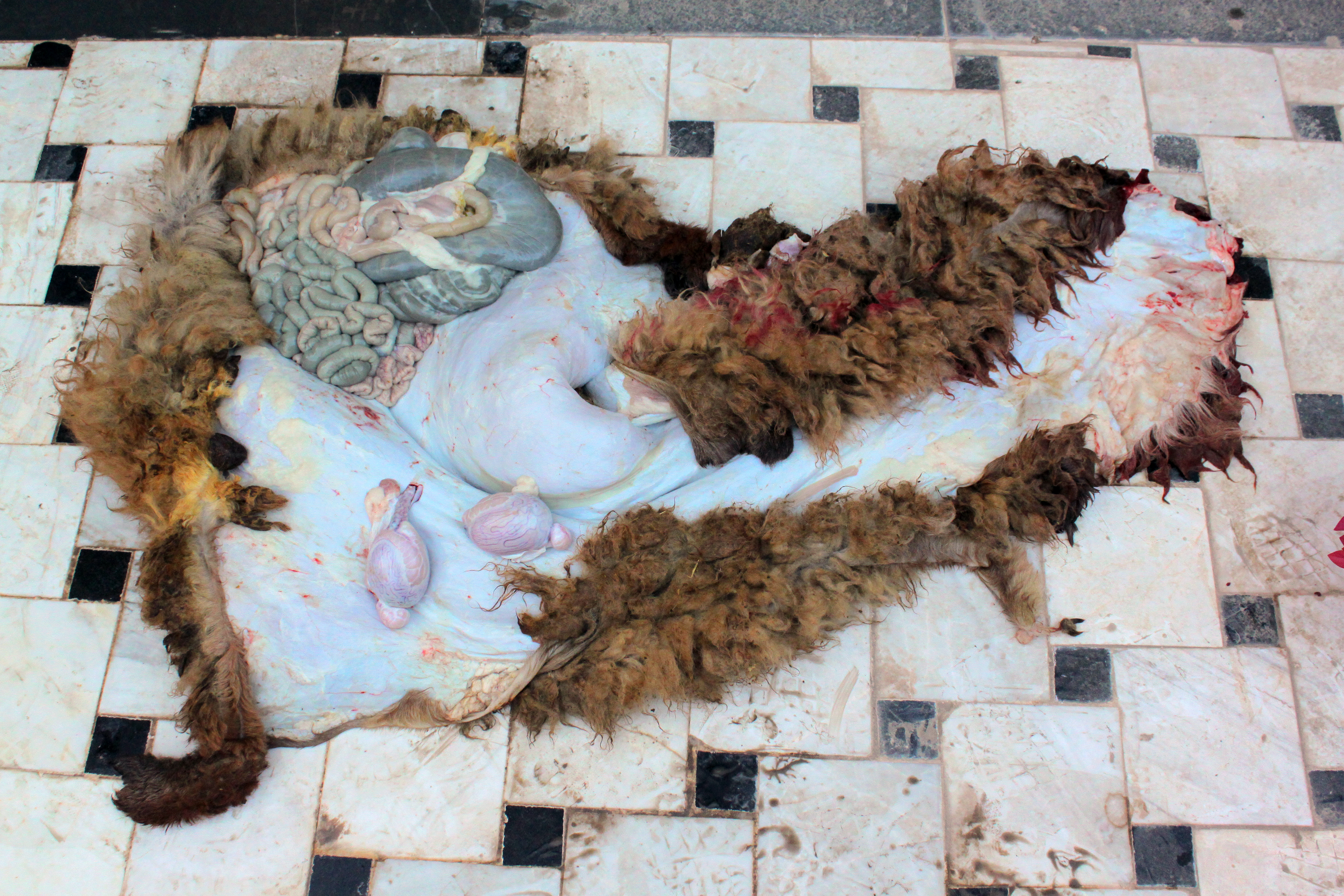
پوست و روده های گوسفند پس از ذبح اسلامی

پوست‌کَنی یا سَلّاخی، کندن پوست کالبد جانوران یا انسان پس از کشتن را گویند. در واژگان سیاسی از این گزاره، بیشتر برای توصیف «کشتن به صورتی فجیع» استفاده می‌شود. معمولاً از فرد قربانی با عنوان «سلاخی‌شده» یاد می‌شود.
فعالین حقوق جانوران از «سلاخی کردن جانوران» به مناسبت‌هایی چون اعیاد یا مراسم مذهبی انتقاد و از آن با عناوینی چون «ترویج خشونت» یا «شکنجه حیوانات» یاد می‌کنند.